# Oratorio di Santa Maria dei Bianchi
Oratorio di Santa Maria dei Bianchi ou encore Chiesa e oratorio di Santa Maria dei Bianchi est une église située au cœur du centre historique de Città della Pieve dans la province de Pérouse en Italie.
Il se distingue par la présence de L'Adoration des mages du Pérugin.

## Historique
Depuis le XIIIe siècle, l'oratoire était le siège de la « Compagnia dei Disciplinati » ou « Bianchi » d'après la couleur blanche de leur habit. Au Moyen Âge, les confréries jouent un rôle social assuré par les legs et les dons comme le témoignent les trous dans le mur donnant sur l'extérieur de la structure, utilisés pour la collecte des aumônes. Il fut ainsi possible de construire un hôpital à côté de l'église. En 1713, l'hôpital est transformé en une église plus grande et la vieille église en oratoire. En 1743 les travaux intérieurs sont terminés. La construction de la façade débute en 1772 est est terminée vers 1780. L'édifice achevé reflète le style de l'époque, entre le rococo et et néo-classicisme,.

## Intérieur
L'intérieur est constitué par une salle rectangulaire aux plafonds voûtés avec des fresques et des peintures du peintre Giovanni Miselli (1743 et 1744), la Présentation au Temple du maître-autel et les stucs sont de Stefano Cremoni, l'orgue de l'envers de la façade, de Claudio Carletti de Fabriano. La fresque de la sacristie, œuvre d'Antonio Circignani représente la Présentation de Marie au Temple (1606),.

## Oratoire
L'oratoire adjacent à l'église est une salle rectangulaire aux plafonds voûtés. Les murs latéraux sont blancs, ponctués de piliers porteurs mêlant les ordres ionique, italique et corinthien. Sur les côtés de l'autel se trouvent deux passages qui donnent accès à l'église.
Sur le mur du fond se trouve la fresque du Pérugin intitulée L'Adoration des mages. Comme le rapportent deux lettres du Pérugin, retrouvées en 1835 lors de travaux de drainage sur le mur à fresque et reproduites sur des plaques de marbre le long des murs latéraux de l'oratoire, l'œuvre fut commandée et exécutée en 1504,.

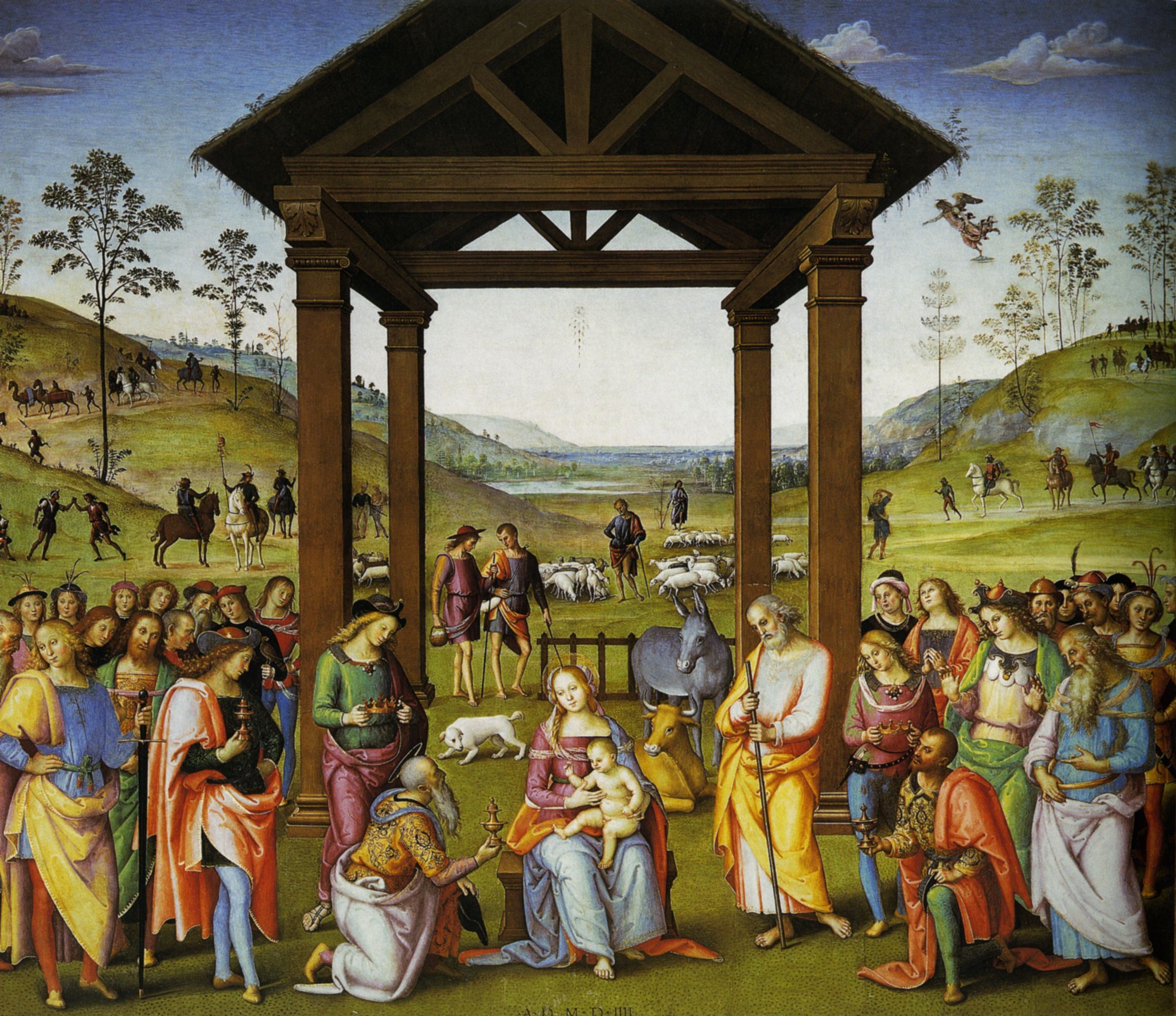
L'Adoration des mages du Pérugin.